# Chiara Varotari
Chiara Varotari   (Pàdua, 1584 - Venècia, Després de 1663) va ser una pintora italiana del Barroc. Estava especialitzada en el gènere del retrat.

## Biografia
Varotari va néixer l'any 1584 en el si d'una família d'artistes. El seu pare era el pintor i arquitecte Dario Varotari El Vell i el seu germà menor Alessandro Varotari, il Padovanino va ser un reconegut pintor. Com tantes altres dones artistes, va rebre la seva formació al taller patern.
Es va especialitzar en el gènere del retrat i va pintar principalment dones amb un marcat estil barroc. La seva defensa de les dones va traspassar els llenços i es va materialitzar en la publicació d'un tractat titulat Apologia del sesso femminile (Apologia del sexe femení) en què defensava la intel·ligència i la validesa del seu gènere.

## Obres destacades

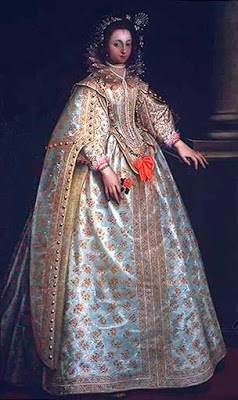
Retrat d'una dama de la família Capodilista (1620)
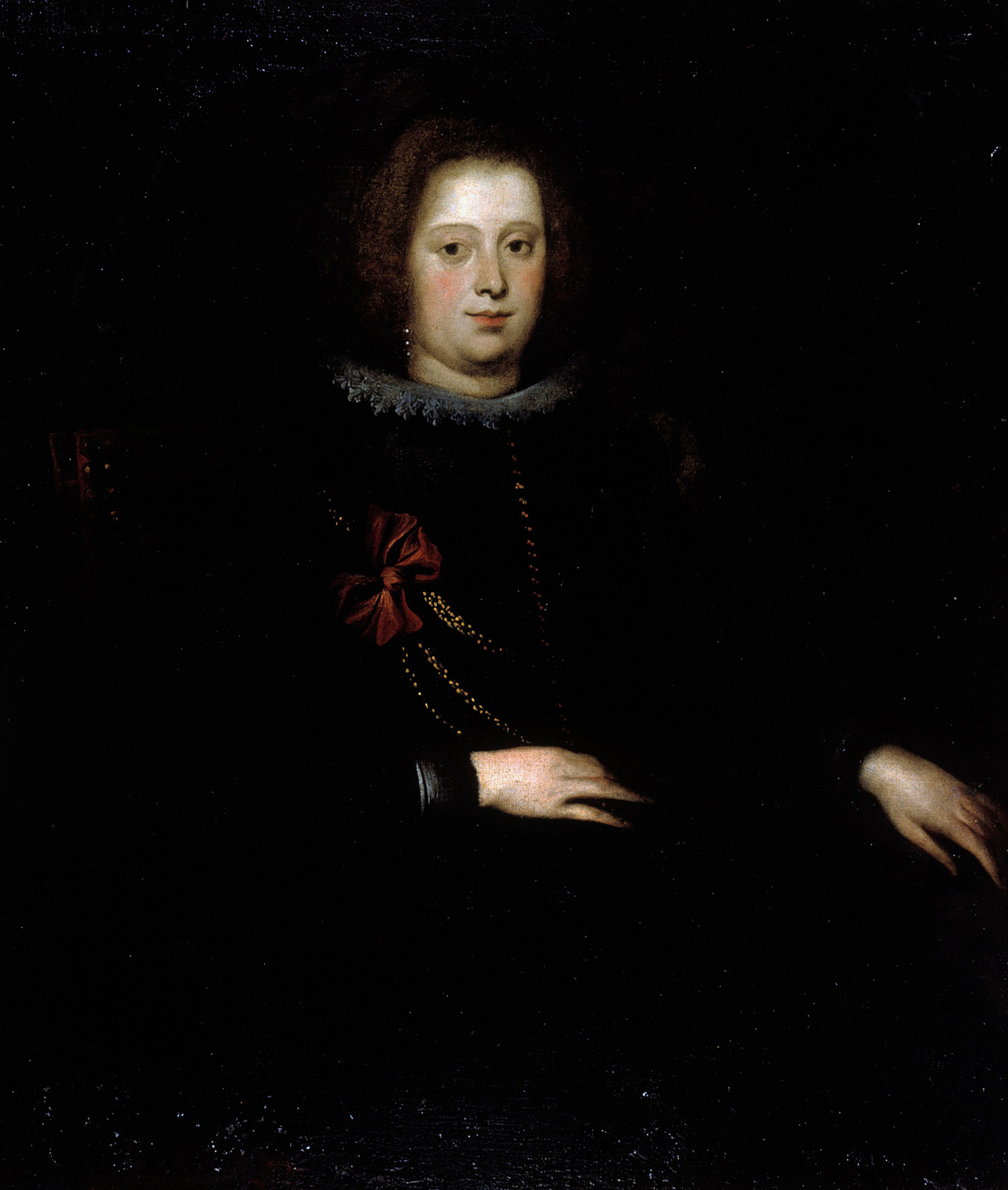
Retrat d'una dona
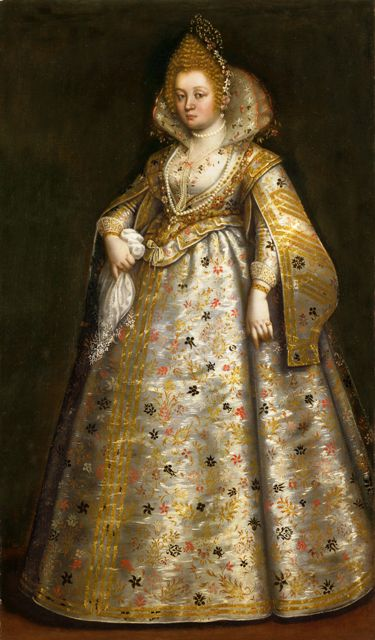
Retrat de Pantasilea Dotto Capodilista (al voltant de 1630)